# C/1951 G1 Groeneveld
C/1951 G1 Groeneveld è una cometa non periodica scoperta il 2 aprile 1951.

## Storia della scoperta
Nel 1951 l'astronoma olandese Ingrid Groeneveld scoprì una cometa che non fu possibile confermare: con le pochissime immagini disponibili fu possibile solo darle una denominazione provvisoria, X/1951 G1 . Grazie a ricerche d'archivio iniziate nel 2018 dagli astrofili Maik Meyer (tedesco), Gary W. Kronk (statunitense) e dall'astronomo statunitense Wayne Henry Osborn sono state reperite altre immagini che hanno allungato l'arco osservativo della cometa permettendo così di calcolare la sua orbita, condizione necessaria per poterla inserire nei cataloghi cometari. Nel marzo 2023, ben 72 anni dopo la sua osservazione e quasi esattamente otto anni dopo la morte della sua scopritrice, la cometa è stata finalmente accettata ufficialmente dalla comunità astronomica internazionale .